# Nightmare Before Christmas: Attenti al Baubau!
Nightmare Before Christmas: Attenti al Baubau! è un videogioco d'azione tridimensionale con elementi platform, uscito a fine 2005 per PlayStation 2 e Xbox realizzato da Capcom. Il gioco si pone come vero e proprio sequel del film Nightmare Before Christmas.

## Trama
Un anno dopo gli eventi del film, Jack tenta ancora di scoprire nuovi trucchi per Halloween. Il dottor Finklestein gli dona, per il suo viaggio, la Spirigomma, una particolare arma lunga e dalla forma variabile. Al suo ritorno, la notte del 23 dicembre, scopre che Baubau è rinato grazie a Vado, Vedo e Prendo, che hanno ricucito il sacco che lo conteneva e vi hanno messo dentro nuovi insetti: ora egli sta cercando di conquistare la città di Halloween grazie ad un esercito di scheletri e fantasmi.
Jack riesce fortunatamente a sventare la minaccia e a salvare i cittadini e Sally, ma scopre che il Baubau non si è limitato a conquistare la Città di Halloween: dopo aver rapito i leader di tutte le altre feste (gruppo di cui anche Jack fa parte, in quanto Spirito di Halloween), ha sostituito le porte delle festività con delle porte sue e ha deciso di autonominarsi "Re delle Sette Feste".
Fermati tutti gli scagnozzi di Baubau, le tre pesti comprese, Jack e il Sindaco riescono a liberare gli Spiriti delle Feste, ma scoprono che Babbo Natale non è tra di loro. Recuperate e riposizionate le vere porte, Jack corre alla Città del Natale a salvare "Babbo Nachele", che Baubau ha intenzione di uccidere come aveva tentato in passato. Jack rovina i suoi piani e, aiutato dagli elfi e Sally, manomette la slitta di Babbo Natale, approfittando del fatto che Baubau sta volando su di essa, facendolo cadere in una discarica piena di tutti i rifiuti provenienti da tutti i paesi delle feste.
Babbo Natale recupera la sua slitta e cerca di compiere il suo giro di consegne, mentre Jack affronterà il Baubau alla discarica, dove ha raccolto a sé tutti gli insetti e l'immondizia per diventare l'enorme Re delle Sette Feste. Jack, quindi, lo brucia e poi lo abbatte sfruttando i poteri derivati dai suoi costumi, uccidendolo una volta per tutte. Dopo essere stato ringraziato da Babbo Natale, Jack decide di restare nel suo paese e di non lasciare mai e poi mai Sally.

## Personaggi
- Jack Skellington: protagonista del gioco e Re di Halloween. Dovrà liberare la sua città dagli sgherri di Baubau e far tornare a dormire il suo arcinemico. Nel corso del gioco (nel cimitero) Sally, la sua fidanzata, gli farà tornare in mente che egli potrà trasformarsi nel Re della Zucca: questa trasformazione permetterà a Jack di usare il fuoco. Invece nel laboratorio, dopo aver sconfitto Dr. Finklestein con il cervello modificato, Sally gli darà un pacco regalo, che darà a Jack il potere di Babbo Natale, una nuova trasformazione di Jack che gli permetterà di lanciare dei pacchi trappola dal suo sacco che spaventeranno i nemici.
- Sally: fidanzata di Jack dopo gli eventi del film. È una creazione del Dr. Finklestein, in grado di scucirsi un arto senza provare dolore o senza che esso smetta di muoversi.
- Dr. Finklestein: scienziato di fama della città. Si muove su una sedia a rotelle e può aprire il suo cranio per mostrare il suo cervello. Grazie a questa sua caratteristica, Baubau gli scambia il cervello, ponendolo sotto il suo controllo, ordinandogli di creare una marea di trappole mortali. Possiede la porta di San Patrizio.
- Sindaco: altro governante della città di Halloween. Si occupa dell'organizzazione della festa della città, più che governarla (ruolo che spetta a Jack). Ha una testa con due volti: uno felice e uno spaventato.
- Zero: cane fantasma di Jack. Il suo naso, a forma di lanterna di zucca, illumina la via nella nebbia.
- Babbo Natale: chiamato "Babbo Nachele" da Jack per un'incomprensione avvenuta nel film. Spirito del Natale, dalla fine del film verso la fine del gioco mostra risentimento nei confronti di Jack, per poi perdonarlo definitivamente alla fine, quando lo libera dal Baubau e usa in prestito la sua slitta trainata da renne scheletro che aveva usato durante il film.
- I tre Mr. Hyde: tre Mister Hyde di altezza scalare che vivono nel cappello di quello più grande di loro. Fungono da punto di salvataggio, sparendo se nella zona appaiono mostri.
- Bambino cadavere: piccoletto che assomiglia molto a Pugsley Addams, con gli occhi cuciti. Pone a Jack dei quiz che non solo fanno riferimento al gioco ma anche al film.
- Le due Streghe: negozianti del gioco, vendono potenziamenti delle armi, munizioni, salute e altri oggetti in cambio dei gettoni dei nemici (che vengono chiamati Anime).
- Il Clown dall'incredibile faccia: portinaio della città, gira sempre su un monociclo e la sua faccia può essere rimossa.
- L'albero dell'impiccato: un albero vivente che porta sui suoi rami cinque scheletri impiccati.
- Behemoth: uno zombie con un'ascia in testa. È un contadino che coltiva zucche.
- I quattro fratelli Vampiri: custodi della chiave della casa del Sindaco, vivono nei sobborghi della città. Baubau li trasforma perennemente in pipistrelli, ma Jack rompe la maledizione riportandoli alle loro bare
- Gli spiriti delle feste: leader delle feste raffigurati sugli alberi della foresta. Anche Jack e Babbo Natale fanno parte di questo gruppo. Nel gioco sono tutti insaccati e messi all'interno di alcune celle, perciò, il loro aspetto non viene mai rivelato. Nel film, uno di questi leader è confermato essere il Coniglio Pasquale.
- Elfi: assistenti di Babbo Natale, due di loro chiedono a Jack l'aiuto per sistemare l'albero della piazza. Come segno di gratitudine, manomettono la slitta di Baubau.

## Boss
- Ombra del Baubau: il primo e il terzultimo boss del gioco. Durante la lavorazione del film era stata optata l'idea di confermare che Baubau e la sua ombra sono due entità diverse. Nel gioco, Jack lo affronta nel municipio e poi lo affronta nel covo di Baubau, dove si spaccia per lui. Possiede le porte di Halloween e di Pasqua.
- Vado, Vedo e Prendo: i tre lacchè del Baubau, sono tre bambini (due maschi e una femmina) che indossano, rispettivamente, dei costumi da diavolo, strega e scheletro. Sono responsabili del ritorno di Baubau. Jack li affronta prima separatamente, assistiti da scheletri e fantasmi, e poi tutti e tre sul tetto della casa del Sindaco. Posseggono la porta del Giorno del Ringraziamento e della Festa d'Indipendenza.
- Ragni giganti: Boss affrontati due volte nel gioco (più una battaglia opzionale in uno degli appartamenti della città). Il primo di essi è il guardiano di Sally, l'altro degli Spiriti delle Sette Feste. Il primo possiede la porta di San Valentino.
- Golem di Ghiaccio e di Fuoco: i penultimi boss, affrontati assieme verso la fine del gioco. Due mostri che posseggono il controllo dei due elementi. Posseggono la porta del Natale.
- Baubau/Re delle Sette Feste: antagonista principale, un ammasso di insetti raccolti in un sacco di iuta, che lo fa sembrare simile ad un fantasma. Per quanto sentito via megafono e per quanto citato, compare solo alla fine, dove tenta di uccidere Babbo Nachele con un treno mostruoso e poi come boss finale, dove, grazie alla spazzatura di tutti i paesi delle feste, diventa mastodontico, con diverse decorazioni da tutte le feste (toppe a forma di cuore o di quadrifoglio, fuochi d'artificio e bandiere, ghigliottine e cioccolatini e così via).

## Modalità di gioco
Il gioco si divide in 24 capitoli. Jack ha a disposizione come arma la Spirigomma (in originale Soulrubber), una sorta di frusta multiforme che gli permette di attaccare i nemici e di agganciarli, o anche di agganciare oggetti o sporgenze. Jack può spaventare i nemici, causando un potenziamento di essi e, di conseguenza, ottenere più monete da loro una volta distrutti.
Può inoltre effettuare due trasformazioni: una in Re delle Zucche, dove indossa il suo costume da Spaventapasseri infuocato, e l'altra in Santa Jack, nella quale indossa il costume da Babbo Nachele. Dopo la prima trasformazione può effettuare attacchi di fuoco, dopo l'altra invece usare 3 tipi di regali di Natale per congelare i nemici, spaventarli o ferirli. Ogni trasformazione ha tre livelli sbloccabili nel corso del gioco.
È inoltre possibile acquistare armi, oggetti e munizioni nel Negozio della Strega, utilizzando delle monete ottenibili durante il gioco sconfiggendo i nemici. Durante il combattimento contro i boss vi sono inoltre dei momenti di danza: in questi, Jack balla arrecando danni ai nemici.
Nel corso del gioco si possono anche sbloccare bozzetti e contenuti extra mediante la raccolta di collezionabili oppure completando i livelli. È inoltre possibile incrementare la salute di Jack raccogliendo le Zucche Auree.
Entrando nella casa di Jack si ha accesso a speciali sezioni quali le statistiche di gioco, i contenuti aggiuntivi sbloccati, i costumi alternativi e la possibilità di rigiocare un livello o rivedere i filmati.
La scenografia del gioco è uguale a quella del film: dalla città di Halloween, al cimitero, alla tana del Baubau, tutto è stato riprodotto nei minimi dettagli. Vi sono poi zone della città inedite o viste nel film per un piccolo periodo di tempo, come i sobborghi, la casa del Sindaco e la discarica delle Feste, unica area originale al film.

## Accoglienza
Il gioco ha ricevuto perlopiù giudizi positivi, sia da parte della critica specializzata che da parte del pubblico.
SpazioGames.it assegna al prodotto un voto pari a 6 (contro il 7 pieno dei lettori) lodando la fedeltà alla pellicola originale, l'ottimo comparto sonoro (musiche riprese dal film in modo perfetto e nuove melodie in linea con l'atmosfera) e gli originali scontri con i Boss cantati, ma notando una certa ripetitività del gameplay e una generale mancanza di novità di genere.
Gamesurf chiude la recensione con un 7, elogiando il comparto tecnico (quali la grafica superba e il sonoro eccellente) ma portando critiche meno entusiastiche sul fronte della giocabilità e della longevità.